# Jimmy Van Heusen
Jimmy Van Heusen, rodným jménem Edward Chester Babcock, (26. ledna 1913 – 6. února 1990) byl americký hudební skladatel. Narodil se v newyorském městě Syracuse a skládání hudby se začal věnovat během studií na střední škole. Mezi jeho písně patří například „Love and Marriage“ a „Come Fly with Me“. Různé jeho písně hráli například Miles Davis, Frank Sinatra a Coleman Hawkins. Je autorem muzikálu Walking Happy (texty k němu napsal Sammy Cahn), který byl roku 1966 představen na Broadwayi. V roce 1971 byl uveden do Songwriters Hall of Fame.